# Australospio trifida
Australospio trifida är en ringmaskart som beskrevs av Blake och Kudenov 1978. Australospio trifida ingår i släktet Australospio och familjen Spionidae. Inga underarter finns listade i Catalogue of Life.